# 東慶介
東 慶介（ひがし けいすけ、1988年8月14日 - ）は日本のスタントマン、スーツアクター、俳優。大阪府出身。ジャパンアクションエンタープライズ所属。

## 出演

### テレビドラマ
- ヤメゴク〜ヤクザやめて頂きます〜 第1話（2015年4月16日、TBS） - 極龍会ヤクザ 役[1]
- ちゃんぽん食べたか（2015年、NHK総合） - 若者 役[1]
- 三匹のおっさん2 第2話（2015年5月1日、テレビ東京） - ホスト 役[1]
- 刑事バレリーノ（2016年1月9日、日本テレビ）[1]
- ぼくらの勇気 未満都市2017（2017年7月21日、日本テレビ） - 特殊部隊 役[1]
- スペシャルドラマ「荒神」（2018年2月17日、BSプレミアム） - 侍 役[1]
- 相棒（テレビ朝日）
  - season17 第14話（2019年2月6日） - 男 役[1]
  - season19 第11話（2021年1月1日）
- ルパンの娘（フジテレビ）
  - 第1シリーズ 第11話（2019年9月26日）[1]
  - 第2シリーズ
    - 第1話（2020年10月15日） - 謙三 役[2]
    - 第2話 - 最終話（2020年10月22日 - 12月10日）
- 絶対零度〜未然犯罪潜入捜査〜（フジテレビ）
  - Season4（2020年1月6日 - 3月16日） - アクションクルー
  - AFTERSTORY（2020年3月23日） - 男A 役[3]
- 麒麟がくる 第二回（2020年1月26日、NHK総合） - アクションクルー[4]
- 危険なビーナス 第2話・3話・最終話（2020年10月18日・25日・12月13日、TBS） - アクションクルー
- 青天を衝け 第1回（2021年2月14日、NHK総合）[5]
- パンドラの果実〜科学犯罪捜査ファイル〜 第4話（2022年5月14日、日本テレビ） - ゲームプレイヤー 役

### 特撮テレビドラマ
- スーパー戦隊シリーズ（テレビ朝日）
  - 獣電戦隊キョウリュウジャー（2013年 - 2014年）
  - 烈車戦隊トッキュウジャー（2014年 - 2015年）
  - 手裏剣戦隊ニンニンジャー（2015年 - 2016年）
  - 動物戦隊ジュウオウジャー（2016年 - 2017年）
  - 騎士竜戦隊リュウソウジャー（2019年 - 2020年）
  - 暴太郎戦隊ドンブラザーズ（2022年 - 2023年）
  - 王様戦隊キングオージャー（2023年 - 2024年）
- 仮面ライダーシリーズ（テレビ朝日）
  - 仮面ライダー鎧武/ガイム（2013年 - 2014年）
  - 仮面ライダードライブ（2014年 - 2015年）
  - 仮面ライダーエグゼイド（2016年 - 2017年）
  - 仮面ライダービルド（2017年 - 2018年） - エンジンブロス[6][1] / ヘルブロス[7]
  - 仮面ライダージオウ（2018年 - 2019年）
  - 仮面ライダーゼロワン（2019年 - 2020年）
  - 仮面ライダーセイバー（2020年 - 2021年）
  - 仮面ライダーリバイス（2021年 - 2022年）
  - 仮面ライダーギーツ（2022年 - 2023年）

### 映画
- 仮面ライダーシリーズ
  - 仮面ライダー×仮面ライダー 鎧武&ウィザード 天下分け目の戦国MOVIE大合戦（2013年12月14日公開）
  - 平成ライダー対昭和ライダー 仮面ライダー大戦 feat.スーパー戦隊（2014年3月29日公開）
  - 劇場版 仮面ライダー鎧武 サッカー大決戦!黄金の果実争奪杯!（2014年7月19日公開）
  - 仮面ライダー×仮面ライダー ドライブ&鎧武 MOVIE大戦フルスロットル（2014年12月13日公開）
  - 仮面ライダー1号（2016年3月26日公開）
  - 劇場版 仮面ライダーゴースト 100の眼魂とゴースト運命の瞬間（2016年8月6日公開）
  - 仮面ライダーアマゾンズ THE MOVIE 最後ノ審判（2018年5月19日公開） - バッファローアマゾン[8]
  - 仮面ライダー平成ジェネレーションズ FINAL ビルド&エグゼイドwithレジェンドライダー（2017年12月9日公開）
  - 仮面ライダー 令和 ザ・ファースト・ジェネレーション（2019年12月21日公開）[9]
  - 劇場版 仮面ライダーゼロワン REAL×TIME（2020年12月18日公開）[10]
  - 仮面ライダー ビヨンド・ジェネレーションズ（2021年12月17日公開）
  - シン・仮面ライダー（2023年3月18日公開）
- スーパーヒーロー大戦シリーズ
  - 平成ライダー対昭和ライダー 仮面ライダー大戦 feat.スーパー戦隊（2014年3月29日公開）
  - 仮面ライダー×スーパー戦隊 超スーパーヒーロー大戦（2017年3月25日公開）
- 暗殺教室 -卒業編-（2016年3月25日公開）
- がんばれいわ!!ロボコン ウララ〜!恋する汁なしタンタンメン!!の巻（2020年7月31日公開） - アクションクルー[11]
- ぐらんぶる（2020年8月7日公開） - アクションクルー[12]
- 太陽は動かない（2021年3月5日公開） - アクションクルー[13]
- セイバー+ゼンカイジャー スーパーヒーロー戦記（2021年7月22日公開）

### オリジナルビデオ
- ROGUE（2018年）
- ゼロワン Others 仮面ライダー滅亡迅雷（2021年）[14]
- 爆上戦隊ブンブンジャーVSキングオージャー（2025年）

### 舞台
- 滝沢歌舞伎10th Anniversary（2015年、シンガポール・マリーナベイサンズシアター） - アンサンブル[1]
- ミュージカル「SAMURAI7」（2015年、天王洲銀河劇場） - アンサンブル[1]
- DREAM BOYS（2015年、帝国劇場） - アンサンブル・12ｍ落下スタント[1]
- ピーターパン（2016年、国際フォーラム） - インディアン、海賊 役[1]
- DREAM BOYS（2016年、帝国劇場） - アンサンブル[1]
- あずみ 戦国編（2016年、Zeppブルーシアター六本木） - アンサンブル[1]
- 滝沢歌舞伎2017（2017年、新橋演舞場） - アンサンブル[1]
- 煉獄に笑う（2017年、サンシャイン劇場） - 百地秋水（八它鳥） 役[1]

### CM
- アルプス技研（2017年） - パルクールするサラリーマン 役[1]
- 日清食品 『日清焼そばU.F.O.』（2017年）[1]
- 南座/新橋演舞場『南座新開場記念 滝沢歌舞伎ZERO』（2019年） - アンサンブル[1]